# Sunnyside (Nevada)
Sunnyside es un área no incorporada ubicada en el condado de Nye en el estado estadounidense de Nevada.

## Geografía
Sunnyside se encuentra ubicado en las coordenadas 38°25′24″N 115°1′16″O / 38.42333, -115.02111.